# Всесоюзная контора геофизических разведок
Всесоюзная контора геофизических разведок (ВКГР) — специализированная геофизическая служба при Главном управлении нефтяной промышленности (Главнефти) Наркомтяжпрома СССР в 1934—1936(8) годах. Ведущая организация разведочной геофизической службы СССР во второй половине 30-х годов. Располагалась в Москве, на улице Каляевская, д.5 (сейчас Долгоруковская). Среди направлений — электроразведка, сейсморазведка, гравиразведка и каротаж.

## История
Создана в сентябре 1934 года для координации и направления работ разрозненных геофизических партий на базе сектора электроразведок Нефтяного геологоразведочного института.
В 1934 году на должность заместителя начальника технического отдела перевод Владимира Дахнова. В 1936 году Владимир Николаевич назначается техническим руководителем, а затем начальником отдела электроразведки. Старшими научными сотрудниками в его отделе были Дмитрий Иванович Дьяконов и Виктор Федорович Печерников.
В 1935 году ВГКР имела 6 производственных сейсмических партий, работавших по методу отражённых волн в ряде нефтяных районов СССР
В 1936 году техническим руководителем гравиметрических работ становится Всеволод Владимирович Федынский.
В 1936(по другим данным 38-м) году ВКГР преобразована в Государственный союзный геофизический трест (ГСГТ).

## Сотрудники
- Альпин, Лев Моисеевич
- Гамбурцев, Григорий Александрович
- Дахнов, Владимир Николаевич
- Козловский, Борис Юрьевич — заведующий гравиметрическим сектором
- Соколов, Павел Тимофеевич
- Федынский,Всеволод Владимирович — технический руководитель гравиметрических работ